# Euphrasia suecica
Euphrasia suecica är en snyltrotsväxtart som beskrevs av Svante Samuel Murbeck och Wettst.. Euphrasia suecica ingår i släktet ögontröster, och familjen snyltrotsväxter. Inga underarter finns listade i Catalogue of Life.